# Lauren Hall
Lauren Hall (Skokie, Illinois, 1996) es una futbolista hondureña-estadounidense que juega en la posición de delantera. Participa con la Selección femenina de fútbol de Honduras desde 2013.

## Trayectoria
Lauren Hall nació en Skokie, Illinois en 1996. Es hija de padre hondureño y madre estadounidense, por lo que posee las dos nacionalidades. Durante su adolescencia fue miembro del Olympic Development Program de Illinois, donde tuvo una excelente participación, ayudando a su equipo, el Chicago Eclipse Select, a conseguir varios títulos, incluyendo el título de la Elite Clubs National League (ECNL) en categoría sub-17.
En el año 2012 se incorporó a la Universidad de Arkansas y jugó en su equipo universitario, pero no tuvo mucha participación y cambió de universidad para jugar con los Ball State Cardinals de la Universidad Estatal Ball en 2013.

## Selección nacional
Participó con la Selección femenina de fútbol de Estados Unidos en la categoría sub-15 y sub-17. También ha sido internacional con la Selección femenina de fútbol de Honduras sub-20. Debutó el 5 de enero de 2014 ante la selección de Costa Rica; no ha anotado goles hasta ahora.